# Fehérlábú nyúlpatkány
A fehérlábú nyúlpatkány (Conilurus albipes) az emlősök (Mammalia) osztályának a rágcsálók (Rodentia) rendjébe, ezen belül az egérfélék (Muridae) családjába tartozó Conilurus nem egyik faja volt.
Az állat a Conilurus emlősnem típusfaja.

## Előfordulása
Ausztrália erdeiben élt.

## Megjelenése
A faj névadó jellegzetessége a fehér színű lába volt. Akkora volt, mint egy kis cica.

## Életmódja
Éjjel volt tevékeny és a fákon élt.

## Kihalása
A fehér ember által behozott állatok fenyegették a faj létét,  élőhelyének megtizedelése is hozzájárulhatott a faj kihalásához.